# 성수현
성수현(成守賢, 1922년 ~ 2008년)은 대한민국의 의사이자 신현확의 사돈이다. 거창 구 자생의원의 설립자이다.
성수현은 경성제국대학 의학과에 입학했으나 서울대학교로 통합 신설되면서 서울대학교 의과대학 1기 졸업자가 되었다.
성수현의 아들 성상철은 무릎 관절 전문인 정형외과 의사이고, 성수현의 아들은 흉부외과 의사 성용현이다. 성수현은 부친의 별세 소식을 듣고 고향인 거창군에 내려와 진료를 시작했으나, 한국 전쟁 군의관 참전으로 중단하였다. 제대 후 자생의원을 열어 2004년 문을 닫고 2008년 별세했다.
한편 그의 아들 성상철은 신현확 전 총리의 차녀 신미애와 결혼했다.
성상철이 별세한 후 유족은 자생의원을 기부하기로 결심했으며, 건물은 무상으로 기부하고 토지는 거창군이 매입하는 절차를 거쳤다. 등록문화재 제572호로 지정된 자생의원은 2016년 거창근대의료박물관으로 다시 문을 열었다.